# Горіх чорний (Кам'янець-Подільський)
Горі́х чо́рний — втрачена ботанічна пам'ятка природи по вул. Дзержинського, 1 в місті Кам'янець-Подільський. Була оголошена рішенням Хмельницького Облвиконкому № 156-р"б" від 11.06.1970 року. 
Площа — 0,02 га.

## Опис
Чотири дерева горіха чорного.

## Скасування
Рішенням Хмельницького Облвиконкому № 194 від 26.10.1990 року пам'ятка була скасована. 
Скасування статусу відбулось через причину знесення під будівництво школи № 9.